# Anoteropsis insularis
Anoteropsis insularis Vink, 2002 è un ragno appartenente alla famiglia Lycosidae.

## Etimologia
Il nome proprio della specie deriva dal latino insularis, cioè dell'isola, insulare, in riferimento alle isole Chatham, luogo di rinvenimento degli esemplari.

## Caratteristiche
Si distingue dalle altre specie del genere per il colore del dorso che vira dal giallo pallido al giallo con macchie di colore marrone scuro; per la forma dell'apofisi mediana del bulbo maschile e quella degli scleriti esterni dell'epigino. Per colorazione è simile a A. forsteri e A. litoralis, ma ne differisce per l'apofisi mediana più corta dopo la curvatura. Nelle femmine il setto mediano dell'epigino è più sottile di quello di A. forsteri e il labbro posteriore dell'epigino è più sottile di quello di A. litoralis.
L'olotipo maschile rinvenuto ha lunghezza totale è di 8,50mm; la lunghezza del cefalotorace è di 4,20mm; e la larghezza è di 1,60mm.

## Distribuzione
La specie è stata reperita nelle isole Chatham: l'olotipo maschile è stato rinvenuto sulle dune sabbiose di Red Bluff.

## Tassonomia
Al 2016 non sono note sottospecie e dal 2002 non sono stati esaminati nuovi esemplari.